# Sultanul Marocului (pictură de Delacroix)
Molahul Abd-Er-Rahman, sultanul Marocului, părăsind palatul său din Meknes, înconjurat de garda sa și de ofițerii săi principali este o lucrare realizată de Eugène Delacroix, păstrată la Musée des Augustins din Toulouse, expusă în Salonul Roșu în care există lucrări de pictură franceză din secolul al XIX-lea și începutul secolului al XX-lea. Un artist important al romantismului și orientalismului francez, Delacroix a pictat această lucrare în 1845.

## Descriere

### Format și gen
Molahul Abd-Er-Rahman, sultanul Marocului, părăsind palatul său din Meknes, înconjurat de garda sa și de ofițerii săi principali este o pictură istorică realizată la scară mare în ulei pe pânză. Formatul său vertical evocă și genul portretistic. Lucrarea se referă la un eveniment istoric oferind spectatorului o serie de portrete.

### Compoziție
Plasat într-o poziție de spectator, pictorul îl reprezintă pe sultanul Marocului, al șaptelea suveran al dinastiei Alaouite, comandant al credincioșilor și șeful statului, în toată maiestuozitatea sa. Acesta stă pe calul său în centrul picturii, într-un costum auriu și alb, înconjurat de adepții săi, la dreapta aflându-se Mokhtar El Jamaï, favoritul său, Mohammed Ben Abou, sclavii și garda înarmată întinzându-se cât se poate vedea cu ochii în spatele împăratului, simbolizând puterea sa. Poziția sa centrală subliniază importanța sa: el este singurul călăreț și de la el emană cea mai strălucitoare lumină, o lumină care se diminuează pe măsură ce ne îndepărtăm de centru. Plasat deasupra mulțimii, sultanul se uită spre orizont, o mână ținând ferm căpăstrul calului său, iar cealaltă făcând un gest care pare să atragă ochii celor doi bărbați din spate, care pot fi văzuți în prim plan. Spectatorul are impresia că închide cercul din jurul sultanului, el face parte integrantă din compoziție, ocupând spațiul gol din prim-planul lăsat de Delacroix. Pe fundal se văd zidurile orașului, a cărui poartă arcuită, de culoarea nisipului, rezonează cu costumele personajelor, transpunând astfel atmosfera orientală a acestei scene.

## Analiză artistică

### Realizare
Sultanul Marocului a fost pictat în 1845, adică la zece ani după călătoria sa în Maroc. A găsit acolo o sursă majoră de inspirație pentru a doua parte a carierei sale. După cum menționează în scrierile sale, mai întâi „influența prețioasă și rară a soarelui este cea care dă totul vieții pătrunzătoare”, apoi „naturalul care este întotdeauna deghizat în ținuturile noastre” și, în sfârșit, „trăirea sublimă și izbitoare care se desfășoară aici pe străzi și te ucid din realitatea ei”. Delacroix este atât de captivat de atâta lumină și frumusețe, încât desenează în jurnalele de călătorie multe schițe în grafit și acuarelă, care sunt un tezaur de impresii și sentimente ale pictorului. Pentru lucrarea terminată, pictează în ulei conform numeroaselor sale caiete în care există o schiță, realizată rapidă, a scenei și adnotări prețioase, cum ar fi „Sosit în piața din fața marii porți ... Calul gri, coama tăiată. Umbrelă cu un mâner de lemn nevopsit ...” Sultanul Marocului este cea mai mare pânză pe care Delacroix a realizat-o în timpul șederii sale marocane: a găsit în această călătorie alianța dintre artă și realitate, între adevărat și frumosul ideal, într-o lumină care de acum încolo va fi prezentă în toate tablourile sale, dându-i un semn distinctiv de naturalețe și adevăr care părea să-i lipsească până atunci.
A pictat această pânză din memorie și pe baza impresiilor pe care le-a păstrat. La un studiu pregătitor realizat cu stiloul pe hârtie pentru centrul picturii, păstrat la muzeul Paul-Dupuy din Toulouse, se pot vedea etapele importante care au dus la realizarea picturii. Delacroix a preluat în realitate, materiale pe care le-a trecut printr-o revizuire estetică în timpul căreia s-a afirmat primatul culorii. El îl prezintă pe sultan într-o poziție de forță: în ciuda înfrângerii sale reale, pictorul ne oferă o contra-imagine indestructibilă. Obiectivul este de a aduce noua estetică și politică în reprezentarea fantasmagorică a unei culturi străine.

### Un manifest al culorii
În calitate de mare maestru al culorii, Delacroix pictează în culori vibrante și tonuri calde care se combină cu decorul pentru a simboliza Orientul. Culorile strălucitoare, așezate prin tușe ici și colo, uneori strălucitoare, alteori mai moi, precum albastrul cerului, galbenul și verdele tunicilor sau chiar roșul turbanelor sunt nuanțate de o lumină moale, care vine din colțul din stânga sus, care se scurge pe tablou în diagonala sa. Acest joc de lumină și umbră scoate în evidență fețele și detaliile, creând în același timp un efect de perspectivă, în special la nivelul orașului care se întinde în spatele meterezelor. Utilizarea umbrelor colorate vine din studiul maeștrilor venețieni care îi plăceau lui Delacroix. Pictorul dezvăluie aici amploarea și bogăția paletei sale. Intensitatea culorilor este izbitoare. Cerul aproape indigo prin profunzime domină și încununează scena cu care se desăvârșește maiestuozitatea. Întregul formează o unitate cromatică care farmecă spectatorul prin aducerea la lumină a unui Orient atât de închipuit în secolul al XIX-lea.

### Prejudecata estetică
Evenimentele istorice schimbă subiectul principal al pânzei. Într-adevăr, în fața eșecului misiunii diplomatice, Delacroix decide să-i scoată din tablou pe ambasadorii francezi pentru a se dedica sultanului și curții sale. El a introdus schimbări importante, în special în atitudinea sultanului care privește spre stânga în timp ce întoarce capul, precum și în dispoziția asistenților, întrucât îi face să dispară pe membrii misiunii pentru a-i înlocui cu servitori. El elimină apoi orice referire directă la evenimentele din 1832. Tabloul devine aproape un simplu portret al unui monarh.